# Ј
Je (Ј ј, chữ nghiêng: Ј ј) là một ký tự trong bảng chữ cái Kirin, được lấy từ chữ J của chữ Latinh.
Nó thường đại diện cho âm /j/, giống như cách phát âm của ⟨y⟩ trong "yes".

## Lịch sử
Ј được giới thiệu lần đầu tiên trong từ điển tiếng Serbia năm 1818 của Vuk Stefanović Karadžić, trên cơ sở dựa trên thiết kế của chữ cái Latinh J. Karadžić trước đây đã sử dụng ї để biểu thị cho âm /j/, một cách sử dụng mà ông đã lấy ý tưởng từ Dositej Obradović, và lựa chọn cuối cùng là ông đã loại bỏ một chữ cái Kirin có chức năng tương tự là й, vẫn được sử dụng trong bảng chữ cái Kirin của các ngôn ngữ Slav tiêu chuẩn khác.

## Cách sử dụng
| Ngôn ngữ          | Phát âm |
| ----------------- | ------- |
| Tiếng Altai       | /ɟ/     |
| Tiếng Azerbaijan  | /j/     |
| Tiếng Kildin Sami | /j̊/     |
| Tiếng Macedonia   | /j/     |
| Tiếng Orok        | /j/     |
| Tiếng Ossetia     | /j/     |
| Tiếng Serbia      | /j/     |

## Mã máy tính
| Kí tự               | Ј                          | Ј                          | ј                        | ј                        |
| ------------------- | -------------------------- | -------------------------- | ------------------------ | ------------------------ |
| Tên Unicode         | CYRILLIC CAPITAL LETTER JE | CYRILLIC CAPITAL LETTER JE | CYRILLIC SMALL LETTER JE | CYRILLIC SMALL LETTER JE |
| Mã hóa ký tự        | decimal                    | hex                        | decimal                  | hex                      |
| Unicode             | 1032                       | U+0408                     | 1112                     | U+0458                   |
| UTF-8               | 208 136                    | D0 88                      | 209 152                  | D1 98                    |
| Tham chiếu ký tự số | &#1032;                    | &#x408;                    | &#1112;                  | &#x458;                  |
| Code page 855       | 143                        | 8F                         | 142                      | 8E                       |
| Windows-1251        | 163                        | A3                         | 188                      | BC                       |
| ISO-8859-5          | 168                        | A8                         | 248                      | F8                       |
| Macintosh Cyrillic  | 183                        | B7                         | 192                      | C0                       |

## Các chữ cái liên quan và các ký tự tương tự khác
- Е е: Chữ Kirin Ye
- Й й: Chữ Kirin I ngắn
- І і: Chữ Kirin I có chấm
- Ҋ ҋ: Chữ Kirin I ngắn với đuôi ngắn
- J j: Chữ Latin J
- Y y: Chữ Latin Y